# Schlacht bei Englefield
Die Schlacht bei Englefield zwischen Angelsachsen und dänischen Wikingern fand am 31. Dezember 870 etwa 25 km westlich von Reading, Berkshire, England, statt.

## Vorgeschichte

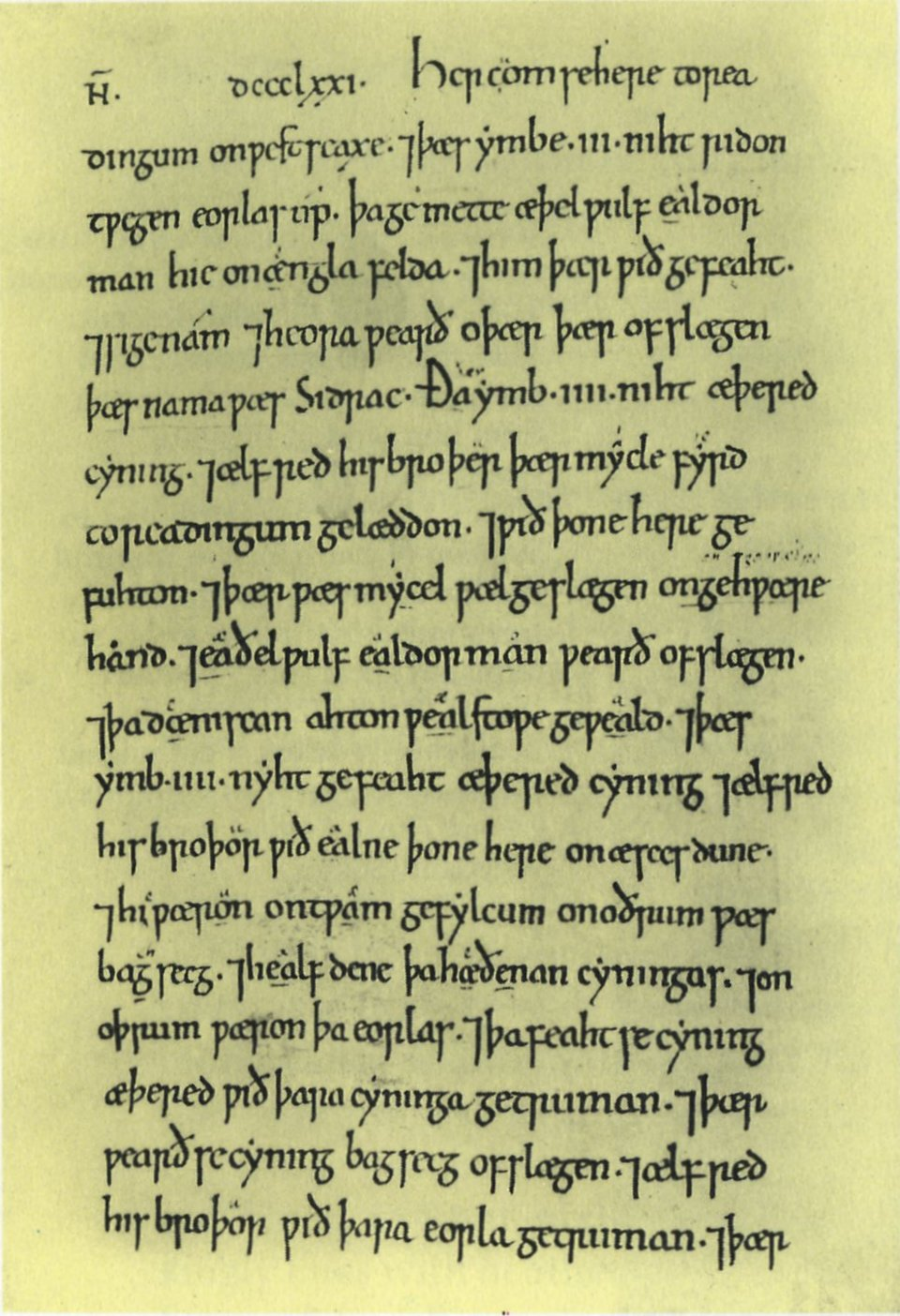
Eine Seite der Angelsächsischen Chronik, die von der Schlacht bei Englefield erzählt.

Die Dänen waren Ende des Jahres 870 aus East Anglia kommend in Wessex eingefallen, um das letzte große angelsächsische Königreich – Northumbrien, Mercien und East Anglia waren bereits von den Dänen erobert worden – einzunehmen. In Reading errichteten sie zwischen der Themse und dem Flüsschen Kennet einen Wall und befestigten ihr Lager.

## Schlachtverlauf
Ealdorman Æthelwulf, der Schwager König Alfred des Großen, hatte innerhalb von drei Tagen seine Streitmacht mobilisiert und fing bei Englefield eine von zwei dänischen Jarlen geführte plündernde Streifpartei ab. Trotz der dänischen Überzahl griffen die Angelsachsen voll Gottvertrauen an. Beide Seiten hatten hohe Verluste an Gefallenen und Verwundeten. Jarl Sidrac fiel in der lange und tapfer geführten Schlacht. Die überlebenden Dänen flohen nach Reading und verschanzten sich dort. Vier Tage später fanden die Kämpfe in der Schlacht von Reading ihre Fortsetzung.
Die Angelsächsische Chronik vermerkt zu der Schlacht:

“This year came the army to Reading in Wessex; and in the course of three nights after rode two earls up, who were met by Alderman Ethelwulf at Englefield; where he fought with them, and obtained the victory. There one of them was slain, whose name was Sidrac.”

„In diesem Jahr kam die Armee nach Reading in Wessex; und während der drei folgenden Nächte ritten zwei Earls umher, die bei Englefield auf Ealdorman Æthelwulf trafen. Dort kämpfte er gegen sie und errang den Sieg. Einer von ihnen wurde erschlagen, dessen Name war Sidrac.“

## Anmerkung
Die abweichende Jahresangabe in den Quellen beruht darauf, dass erst 1582 die Gregorianische Kalenderreform den letzten Tag des Jahres vom 24. Dezember auf den 31. Dezember (Silvester) verlegte. Vor der Reform fand die Schlacht daher am 31. Dezember 871 statt.